# Hayden Foxe
Hayden Foxe (n. 23 iunie 1977, Sydney, Noul Wales de Sud, Australia) este un fost fotbalist australian.
Între 1998 și 2003, Foxe a jucat 11 meciuri și a marcat 2 goluri pentru echipa națională a Australiei.

## Statistici
| Australia | Australia | Australia |
| An        | Meciuri   | Goluri    |
| --------- | --------- | --------- |
| 1998      | 1         | 0         |
| 1999      | 0         | 0         |
| 2000      | 4         | 0         |
| 2001      | 5         | 2         |
| 2002      | 0         | 0         |
| 2003      | 1         | 0         |
| Total     | 11        | 2         |